# NGC 2483
NGC 2483 is een open sterrenhoop in het sterrenbeeld Achtersteven. Het hemelobject werd op 22 januari 1835 ontdekt door de Britse astronoom John Herschel.

## Synoniemen
- ESO 430-SC2
- OCL 677